# Valentin Popa
Valentin Popa (n. 20 noiembrie 1940, București – d. 21 septembrie 2010, Paris) a fost un renumit artist plastic român, pictor, grafician și gravor. Valentin Popa este recunoscut la nivel internațional ca fiind unul dintre cei mai proeminenți gravori ai lumii. El a lucrat pe lângă mari maeștri ai artei plastice cum a fost Joan Miró și Salvador Dali pe care l-a cunoscut cu ocazia unei expoziții la Viena. A fost un obișnuit al cercurilor artistice din Paris, acolo unde i-a cunoscut pe Emil Cioran și Mircea Eliade. Un ajutor important l-a avut din partea lui Ion Rațiu care l-a introdus și susținut în lumea mare a artelor plastice. Valentin Popa a participat la expoziții personale și de grup, desfășurând o intensă activitate artistică la New York, Florența, Paris, Barcelona, Cracovia, Hamburg, Milano, Tokio, etc.

## Biografie
În perioada 1965 - 1973 a participat la expoziții organizate în România și străinătate (Geneva, Tokio, Barcelona, Trieste, Bonn, etc.) de către Uniunea Artiștilor Plastici. Începând din anul 1974, se stabilește în Paris și, în perioada 1976 - 1986, a lucrat pentru Salvador Dali peste o sută de plăci de gravură. În continuare și-a desfășurat activitatea prin prelucrarea de gravuri având ca model operele lui Marie Laurencin, gravuri comandate de către o galerie de artă japoneză.

## Calendar expozițional
- 1976 - Galeria Furstenberg din Paris
- 1978 - Cité des Arts din Paris
- 1994 - Galeria Simeza din București
- 1998 Centrul Cultural al Ambasadei României din Paris
- Biblioteca Academiei Române din București

## Caracterizări
- Valeriu Pantazi

„L-am cunoscut la revista „Clubul”. Un tânăr înalt, cu ochii verzi și păr castaniu ondulat, exagerat de modest și timid. Forța lui nemăsurată erau linia magică, desenul, lumina și umbra. Era vremea la care debutau Păunescu, Ioan Alexandru, Mazilescu, Diaconu, Blandiana, Daniel Turcea… El, Valentin Popa, era graficianul revistei: ilustra magnific paginile noastre cu poezii mai bune sau mai rele. Poeziile noastre erau înnobilate de desenele lui. El răspândea un aer de noblețe și generozitate. Așa s-a născut și așa a rămas. Citea mereu din moderni și clasici, iubea literatura. Așa a ajuns să-l ilustreze pe Dante Alighieri și să ia Marele Premiu în Italia. Acolo i s-ar fi deschis toate ușile, aici rămâneau închise. Eram în ’65 - ’75, când a primit o invitație privată pentru o expoziție la Viena. Aici îl aștepta surpriza cea mare, surpriza vieții lui: împărțea sălile galeriei cu Salvador Dali. Marele artist spaniol i-a întins o mână prietenească și Valentin nu s-a mai întors în România. După o vreme mirobolantă petrecută în atelierul lui Dali, s-a stabilit la Paris. L-am mai întâlnit de câteva ori. Ne vedeam la Casa Universitarilor în București, unde mâncam câte o sută de sarmale cu mămăliguță și depănam amintiri din timpul când lucra (fără să știe) în atelierul lui Victor Brauner. Îl văd și acum stând la planșetă cu zâmbetul lui de ștrengar - artist care știe ce face, desenând cu mâna stângă, de mi se încrucișau metaforele în creier. Alături, pe masă, „Purgatoriul” lui Dante și al nostru deopotrivă. Citea mereu, iubea Poezia, așa s-a născut el și așa a rămas, răspândind un aer de noblețe și de generozitate, marele nostru artist și prieten - Valentin Popa.”—Valeriu PANTAZI în Cafeneaua literară, pag. 48,  29.10.2012

## Critică de artă
- Jacqueline Delanoy

„       Profesionist desăvârșit, maestrul Valentin Popa poate rezolva construcții narative și simbolice de o mare complexitate. Ductul grafic, materializând tensiunile lăuntrice, închide în sine valoarea unui alfabet și a unui limbaj complex. Artistul se angajează într-o călătorie în interiorul imaginarului, evoluția sa în cadrele viziunii suprarealiste ducându-l la alăturarea unor lumi imaginar posibile în care straniul și insolitul au o coexistență bine determinată. Abandonând suprarealismul, Valentin Popa, în setea-i de concret, are predispoziția de a capta ceea ce se întâmplă în imediata lui apropiere, realul instalându-se cu un aer straniu, cu o anume stare metafizică, artistul redescoperind natura în simplitatea, farmecul și prospețimea ei.
        În pictură se dovedește un subtil colorist, păstrându-și spontaneitatea și libertatea gestului, în compoziții riguros construite, cromatica-i pură recuperând sentimentul unei naturi generatoare de lumină și echilibru. Retras, discret, modest, parcă speriat în fața lumii și a angoaselor existențiale, Valentin Popa ni se prezintă printr-o operă vastă ce solicită natural, fără ostentație atenția privitorului.
        O operă de excepție ! ”—Jacqueline Delanoy, Paris, martie 2008
- Gheorghe Vida

„Artist polivalent, desenator și gravor virtuoz al unor imagini de o uimitoare și compexă structură perspectivală și o incitantă simbolică incifrată, Valentin Popa a rămas în memoria breslei artistice a anilor '60 și a începutul anilor '70 prin activitatea sa prodigioasă (printre altele și de ilustrator) greu de prins într-o formulă care să-l definească. Autor al unor scenarii onirice stranii, prin imaginația sa debordantă, servită de o abilitate tehmică ieșită din comun și o memorie vizuală de excepție, capabilă să asimileze dincolo de realitatea imediată marile epoci culturale, în substanța lor secretă. Valentin Popa realiza atunci cicluri grafice care făceau deliciul cunoscătorilor.”